# Jack Medica
Pour les articles homonymes, voir Medica.
Jack Medica (Jack Chapman Medica), né en 1914 à Seattle et mort en 1985, est un nageur américain.

## Biographie
Pendant son séjour à l'Université de Washington, Jack Medica participa de nombreuses fois aux championnats NCAA.
Il a remporté trois épreuves individuelles (maximum autorisé) trois années de suite. Il a placé Washington en troisième position derrière les équipes du Michigan et l'Iowa. 
Jack Medica a remporté 10 titres individuels à l'Association des universités américaines (AAU) et détient 11 records du monde. 
Son record de 1935 en 200 mètres nage libre a été invaincu pendant neuf ans et celui du 400 mètres nage libre (1934) pendant sept ans. 
Après la compétition, Jack Medica fut entraîneur à Columbia et Penn.

## Jeux olympiques
- Jeux olympiques d'été de 1936 à Berlin 
  -  Médaille d'or sur 400 m libre.
  -  Médaille d'argent sur 1 500 m libre.
  -  Médaille d'argent en relais 4 × 200 m libre.